# Ponsan-Soubiran
Ponsan-Soubiran är en kommun i departementet Gers i regionen Occitanien i sydvästra Frankrike. Kommunen ligger i kantonen Masseube som tillhör arrondissementet Mirande. År 2022 hade Ponsan-Soubiran 73 invånare.

## Befolkningsutveckling
Antalet invånare i kommunen Ponsan-Soubiran
Referens:INSEE